# Ignorance
Ignorance er en dansk kortfilm fra 2009 instrueret af Chadi Abdul-Karim.

## Handling
Da en muslimsk familie spiser morgenmad, ankommer en militant politisk gruppe til deres hjem.

## Medvirkende
- Shiwa Fili, Mor
- Ahmad Karim, Far
- Shukriyya Dostalli Fili, Bedstemor
- Farah Nasser, Pige
- Malek Karim, Dreng
- Rasmus Reiersen, Betjent / Politiker